# 319th Reconnaissance Wing
Il 319th Reconnaissance Wing è uno stormo da ricognizione dell'Air Combat Command, inquadrato nella Sixteenth Air Force. Il suo quartier generale è situato presso la Grand Forks Air Force Base, nel Dakota del Nord, della quale è l'unità ospitante.

## Organizzazione
Attualmente, ad agosto 2020, lo stormo controlla:
- 319th Comptroller Squadron
- 319th Mission Support Group
  - 319th Civil Engineer Squadron
  - 319th Communications Squadron
  - 319th Contracting Flight
  - 319th Force Support Squadron
  - 319th Logistics Readiness Squadron
  - 319th Security Forces Squadron
- 319th Medical Group
  - 319th Medical Operations Squadron
  - 319th Medical Support Squadron
- 319th Operations Group, codice visivo di coda GF
  - Detachment 1, Andersen Air Force Base, Guam
  - Detachment 2, Beale Air Force Base, California
    - OL A

  - OL A, Beale Air Force Base, California
  -  7th Reconnaissance Squadron, Naval Air Station Sigonella, Italia - Equipaggiato con RQ-4 Global Hawk
  -  12th Reconnaissance Squadron, Beale Air Force Base, California - Equipaggiato con RQ-4 Global Hawk
  - 319th Aircraft Maintenance Squadron
    - Detachment 1, Beale Air Force Base, California

  - 319th Operations Support Squadron
  -  348th Reconnaissance Squadron Formal Training Unit - Equipaggiato con RQ-4 Global Hawk e 3 EQ-4B Global Hawk BACN

È previsto per il 2022 la creazione di uno squadron distaccato presso la Robins Air Force Base, Georgia, che riceverà i rimanenti 3 E-11A BACN che erano operativi in Afghanistan con il 430th Expeditionary Electronic Combat Squadron. Ad essi si uniranno in seguito ulteriori nuovi 3 aerei